# Вступ Грузії до Європейського Союзу
Вступ Грузії до Європейського Союзу — це процес вступу Грузії до ЄС, початий 3 березня 2022 року, на три дні пізніше, ніж Україна, разом з Молдовою, у зв‘язку з російським вторгненням в Україну. Цю кандидатуру підтримала президент Грузії Саломе Зурабішвілі та прем'єр-міністр Іраклі Гарібашвілі під час пресконференції 2 березня 2022 року.
17 червня 2022 року Єврокомісія відмовила Грузії у рекомендації щодо отримання статусу кандидата, заявивши, що Грузія отримає статус кандидата лише після виконання певних умов. У липні 2024 року процес вступу було призупинено через прийняття парламентом закону про іноземний вплив. 28 листопада 2024 року за ініціативою партії "Грузинська мрія" процес вступу Грузії до Європейського союзу призупинено терміном на 4 роки (до 2028 року).

## Історія

### Контекст
Після звернення Президента України Володимира Зеленського 28 лютого 2022 року про вступ до Європейського Союзу, через 4 дні після початку російського вторгнення в Україну, голова Партії «Грузинська мрія» Іраклі Кобахідзе також заявив на прес-конференції "рішення негайно подати заявку на вступ до ЄС додавши, що Брюссель має терміново розглянути цю кандидатуру.
Більше того, у цьому запиті йдеться про те, що Грузія вже пережила російське вторгнення 2008 року, що призвело до втрати двох сепаратистських територій. Уряд Грузії вже висловив раніше намір подати заявку на вступ до Європейського Союзу в 2024 році.
17 червня 2022 року, Єврокомісія відмовила Грузії в рекомендації щодо отримання статусу кандидати, заявивши, що Грузія отримає статус кандидата лише після виконання певних умов.
23 червня 2022 року Європейський парламент ухвалив резолюцію із закликом невідкладно надати статус кандидата на членство в Європейському Союзі для України та Молдови, а також підтримати європейську перспективу для Грузії. Те ж саме рекомендується для Грузії, «коли її уряд виконає» пріоритети, зазначені Європейською комісією.
У липні 2024 року процес вступу було призупинено через прийняття парламентом закону про іноземний вплив.
Наприкінці листопада 2024 року, за повідомленням Ехо Кавказу, Грузія відмовилася від переговорів щодо вступу в Європейський Союз до 2028 року, — про це заявив прем'єр-міністр Грузії Іраклі Кобахідзе.